# Elvira Gross
Elvira Gross (* 12. November 1954 in Neckarsulm; † 25. August 2005 in Eberbach am Neckar) war eine deutsche Botanikerin. Ihr botanisches Autorenkürzel lautet „E.Gross“.

## Leben
Elvira Angela Gross studierte von 1977 bis 1983 an der Universität Heidelberg Botanik, Zoologie und Geologie und wurde dort 1988 mit der Arbeit „Morphologie und Anatomie der Bromeliaceen-Samen“ promoviert. Seit 1984 war sie am Botanischen Institut in Heidelberg wissenschaftliche Mitarbeiterin von Werner Rauh über dessen Emeritierung hinaus. 1998 wechselte sie zu Wilhelm Barthlott an das Botanische Institut der Universität Bonn, jetzt Nees-Institut für Biodiversität der Pflanzen. Dort war sie bis zu ihrem Tod 2005 tätig.

## Wirken
Ihr hauptsächliches Tätigkeitsfeld war die Bestimmung von Bromelien. Sie legte zahlreiche Neubeschreibungen vor. Sie begleitete die Arbeit von Werner Rauh und war maßgeblich an der Neubearbeitung der dritten Auflage von Rauhs "Bromelien" beteiligt. Von 1984 bis 2002 war sie mit der Herausgabe der Schriftenreihe der Akademie der Wissenschaften Mainz „Tropische-Subtropische Pflanzenwelt“ betraut. Mit Pierre Ibisch und später auch Roberto Vásquez erforschte sie die Bromelien Boliviens. Seit 1992 entstanden Pflanzenbücher, die für ein größeres Publikum konzipiert waren und zum Teil in mehrere Sprachen übersetzt wurden. Ihre Fotos von Alpenpflanzen werden im Historischen Alpenarchiv des Deutschen Alpenvereins in München bewahrt.

## Nach Gross benannte Arten
- Fosterella elviragrossiae P.L.Ibisch, R.Vásquez & J.Peters
- Pitcairnia elvirae D.C. Taylor & H. Robinson[3]
- Puya elviragrossiae R.Vásquez & P.L.Ibisch[4]
- Tillandsia elvirae-grossiae W.Rauh

## Schriften (Auswahl)
- Elvira Gross: Zur Morphologie der Bromeliaceen-Samen unter Berücksichtigung systematisch-taxonomischer Aspekte. In: Trop. subtrop. Pflanzenwelt 64. Akad.Wiss.Lit., Mainz, F. Steiner Verlag 1988.
- Werner Rauh (unter Mitarbeit von E. Gross): Bromelien. Tillandsien und andere kulturwürdige Bromelien. Verlag Eugen Ulmer, Stuttgart 1990, 3. Auflage. ISBN 3-8001-6371-3.
- Elvira Gross: Schöne Tillandsien. Verlag Eugen Ulmer, Stuttgart 1992. ISBN 3-8001-6501-5. 2. Auflage 2001 ISBN 3-8001-3222-2.
- Elvira Gross: Orchideen. Blumen & Garten, Pflanzenportrait. Mosaik Verlag, München 1993. ISBN 3-576-10298-1. Desgl. französische Ausgabe.
- Elvira Gross: Palmen – auswählen und pflegen. Gräfe und Unzer Verlag, München 1995. ISBN 3-7742-2666-0. Desgl. portugiesische, ungarische und russische Ausgabe.
- Elvira Gross: Bromelienstudien. I. Neue und wenig bekannte Arten aus Peru und anderen Ländern. 23. Mitteilung. Trop. subtrop. Pflanzenwelt 95. Akad.Wiss.Lit., Mainz, F. Steiner Verlag 1997.
- Elvira Gross: Pflanzennamen und ihre Bedeutung. 2. Auflage. Dumont, Köln 2001. ISBN 3-8320-5557-6.

Vollständiges Schriftenverzeichnis und Verzeichnis ihrer Taxa in:
- P. L. Ibisch, M. D. Rafiqpoor, W. Barthlott: Ein Leben für die Pflanzen: In Erinnerung an Elvira Groß. In: Die Bromelie, Band 3/2005, S. 94–99.